# Tanjung Bumi
Tanjung Bumi is een bestuurslaag in het regentschap Bangkalan van de provincie Oost-Java, Indonesië. Tanjung Bumi telt 6740 inwoners (volkstelling 2010).